# مدادتراش

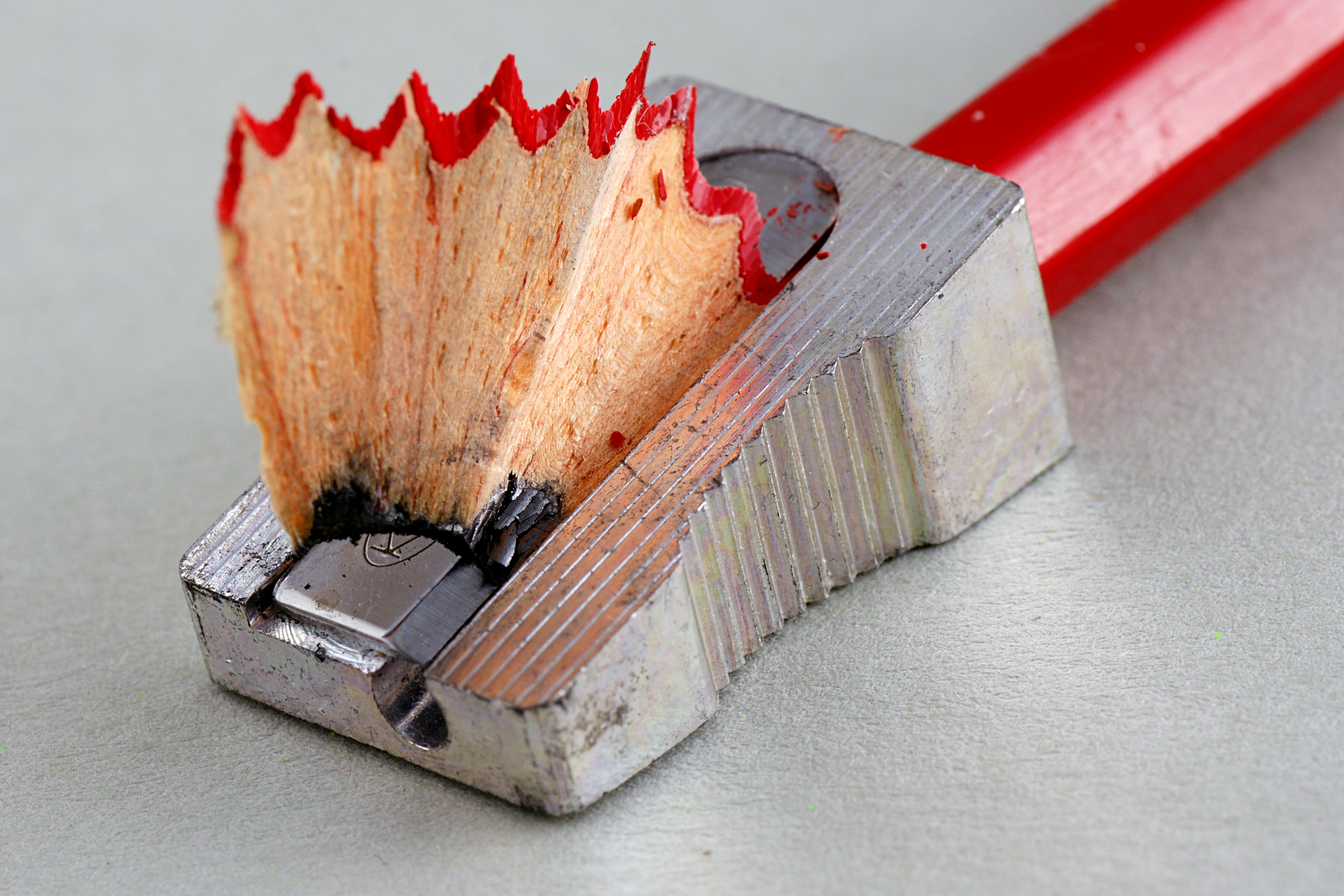
یک مدادتراش دستی و چوب برجا گذاشته از تراش مداد

مدادتراش (گاهی به آن خودتراش یا تراش گفته می‌شود) وسیله‌ای است که برای تراشیدن نوک مداد به‌کار می‌رود. مدادتراش ممکن است به صورت دستی یا با کمک موتور الکتریکی کار کند. برخی از انواع مدادتراش دارای دو تیغهٔ استوانه‌ای هستند. زاویهٔ تیغه نسبت به مداد، میزان تیزیِ نوک را تعیین می‌کند. پیدایش مداد نوکی به دلیل رفع نیاز به مدادتراش و عدم تغییر ضخامت نوک طی کاربرد بوده‌است.
مدادهای اولیه از جنس سرب ساخته می‌شد؛ به همین دلیل نام انگلیسیِ مغزِ مداد lead خوانده می‌شود. بعداً زغال چوب و گرافیت جایگزین آن شدند که با چاقو آنها را تیز می‌کردند. به دلیل سیاه شدن دست در تماس با این مواد، نوک مداد را در لفافی قرار می‌دادند و آن را کم‌کم باز می‌کردند. با تبدیل این لفاف به چوب، تراشیدن با چاقو و قلم‌تراش انجام می‌گرفت.
بعد از انقلاب صنعتی و امکان تولید قطعات یک‌اندازه و ظریف، تیغ را روی سطحی ثابت می‌کردند و با گرداندنِ مداد، نوکِ آن را تیز می‌کردند. با کوچک شدن اندازهٔ این تیغه‌ها و استاندارد شدن آنها، سطح زیرین نیز کوچک و به شکل قابل حمل ساخته شد.
قبل از اختراع مداد تراش مردم مدادهایشان را با چاقو (قلم تراش) یا کاغذ سنباده می‌تراشیدند. بعضی از مدادها مثل مداد های نجاری اکنون هم با چاقو تیز میشوند زیرا به خاطر سطح مسطحشان قابل پیچاندن نیستند.
اختراع مداد تراش
مخترع مداد تراش کیست؟
در سال ۱۸۲۸ میلادی، ریاضیدان فرانسوی به نام برنارد لاسیمون اولین مداد تراش را طراحی کرد (اختراع شماره ۲۴۴۴ فرانسه) که از یک تیغه فلزی که در یک مکعب چوبی به صورت ۹۰ درجه قرار داشت، برای تراشیدن مداد استفاده میشد. این روش ساده تر و آسان تر از استفاده از چاقو نبود، بنابراین مورد اقبال مردم قرار نگرفت.
تری دیس استواکس از فرانسه در سال ۱۸۴۷ میلادی، با تغییر در طراحی مداد تراش قبلی و ایجاد یک محفظه مخروطی، مداد تراش جدیدی را ارائه داد. در سال ۱۸۵۱ میلادی، این طراحی استواکس توسط فردی به نام والترفوستر بهبود یافته و به تولید انبوه رسید. این اختراع فقط یک نقص داشت که حتما یا باید مداد ثابت بود یا مداد تراش که در غیر این صورت بسیاری از افراد موفق نمی‌شدند و نوک مداد میشکست. اولین مدادتراشی که این نقص در آن برطرف شده بود در سال ۱۸۹۶ میلادی ساخته شد که دارای صفحه ای متحرک حول مداد بود که نوک را تیز میکرد. جان لی لاو اهل شهر فال ریور، مداد تراش لاو را طراحی کرد. اختراع لاو مدادتراشی بسیار ساده و قابل حمل بود که هنرمندان زیادی از آن استفاده می کردند. مداد داخل حفره مدادتراش قرار میگرفت و با دست می چرخید. این اختراع در ۲۳ نوامبر ۱۸۹۷ (تحت شماره ۵۹۴۱۱۴ آمریکا) به ثبت رسید.